# ナザレス (バンド)
ナザレス（英語: Nazareth）は、スコットランド出身のハードロック・バンド。
HR/HMの創生に貢献したブリティッシュ・ロックグループの一つとして、50年以上の長い活動歴を誇る。

## 経歴・概要

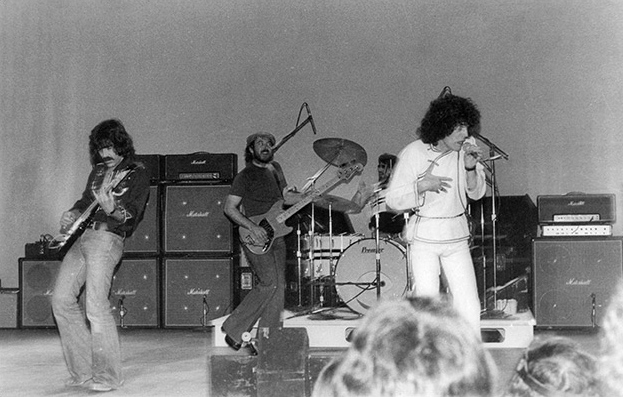
オリジナル・ラインナップ - USA.サウスベンド公演 (1976年6月)

1968年にダンファームリンで結成。1971年に『ナザレス』でアルバム・デビュー。
ディープ・パープルの前座を務めた際、パープルのメンバーから実力を評価され、1973年発表のアルバム『ラザマナズ』ではロジャー・グローヴァーがプロデュースを担当した。このアルバムでバンドの基礎を固めると同時に、イギリスのみならずアメリカでも評価を上げる。シングルカットされた「ブロークン・ダウン・エンジェル」は全英シングルチャートの9位を記録。同年9月、ジョニ・ミッチェルのカバーである「ディス・フライト・トゥナイト」をシングルとして発表。同曲は西ドイツで1位、オーストリアで2位を記録した。
1974年にシングル化されたバラードで、エヴァリー・ブラザーズのカバーである「ラヴ・ハーツ」は最大のヒット曲となり、アメリカでゴールドディスクを獲得。1975年発表のアルバム『人食い犬（Hair of the Dog）』のアメリカ盤にもこの曲が収められている。これによってブリティッシュ・ハードロックの中堅としての地位を確実にした。
その後は爆発的なヒットこそないものの堅実に活動を続け、2018年現在で24枚のスタジオ・アルバムを発表した。
正統派のロックンロールやバラードを得意にしているが、マッカファーティーのハイトーンかつパワフルなボーカルがバンドに唯一無二の個性を与えている。最初期のヒット曲「バッド・バッド・ボーイ（Bad Bad Boy）」（1973年のシングル）にその特徴がよく現れている。
バンド名がザ・バンドの曲「ザ・ウェイト」の歌詞から採られたこと、エヴァリー・ブラザーズやボブ・ディラン、（ブレイクする前に）リトル・フィートといった多彩なナンバーをカヴァーしていることからも分かる通りイギリスのハードロック勢の中でも、アメリカン・ロックへの志向が強く、実際に本国以上にアメリカでの名声・知名度が高い。アクセル・ローズが敬愛していることでも知られ、音楽性に影響が聞き取れるほか、特徴的な歌唱法はアクセルがシャワーを浴びながら「人食い犬」を歌っていたのを他のメンバーが気に入ったから、という逸話まである。

## メンバー
1979年から2年間はティア・ガスやセンセーショナル・アレックス・ハーヴェイ・バンドに所属していたギタリスト、ザル・クレミンソンが追加加入していた。また1999年にスウィートが急死したため、ピートの息子であるリー・アグニューが参加している。
2013年、ダン・マッカファーティーが健康上の問題により脱退。スコットランド人シンガー、リントン・オズボーンを迎えるが、病気により一年足らずで脱退。2015年、カール・センタンスを新ボーカリストとして迎えた。
2017年時点で、オリジナル・メンバーはピート・アグニューのみ在籍。ダレル・スウィートは1999年に、マニー・チャールトン、ダン・マッカファーティは2022年に亡くなっている。

### オリジナル・ラインナップ
- ダン・マッカファーティー (Dan McCafferty) - ボーカル (1968年-2013年)※2022年死去
- マニー・チャールトン (Manny Charlton) - ギター (1968年-1990年) ※2022年死去
- ピート・アグニュー (Pete Agnew) - ベース (1968年- )
- ダレル・スウィート (Darrell Sweet) - ドラムス (1968年-1999年) ※1999年死去

### 現ラインナップ
- ピート・アグニュー (Pete Agnew) - ベース (1968年- )
- カール・センタンス (Carl Sentance) - ボーカル (2015年- ) ※元Persian Risk、Geezer Butler Band、クロークス
- ジミー・マリソン (Jimmy Murrison) - ギター (1994年- )
- リー・アグニュー (Lee Agnew) - ドラムス (1999年- ) ※ピート・アグニューの息子

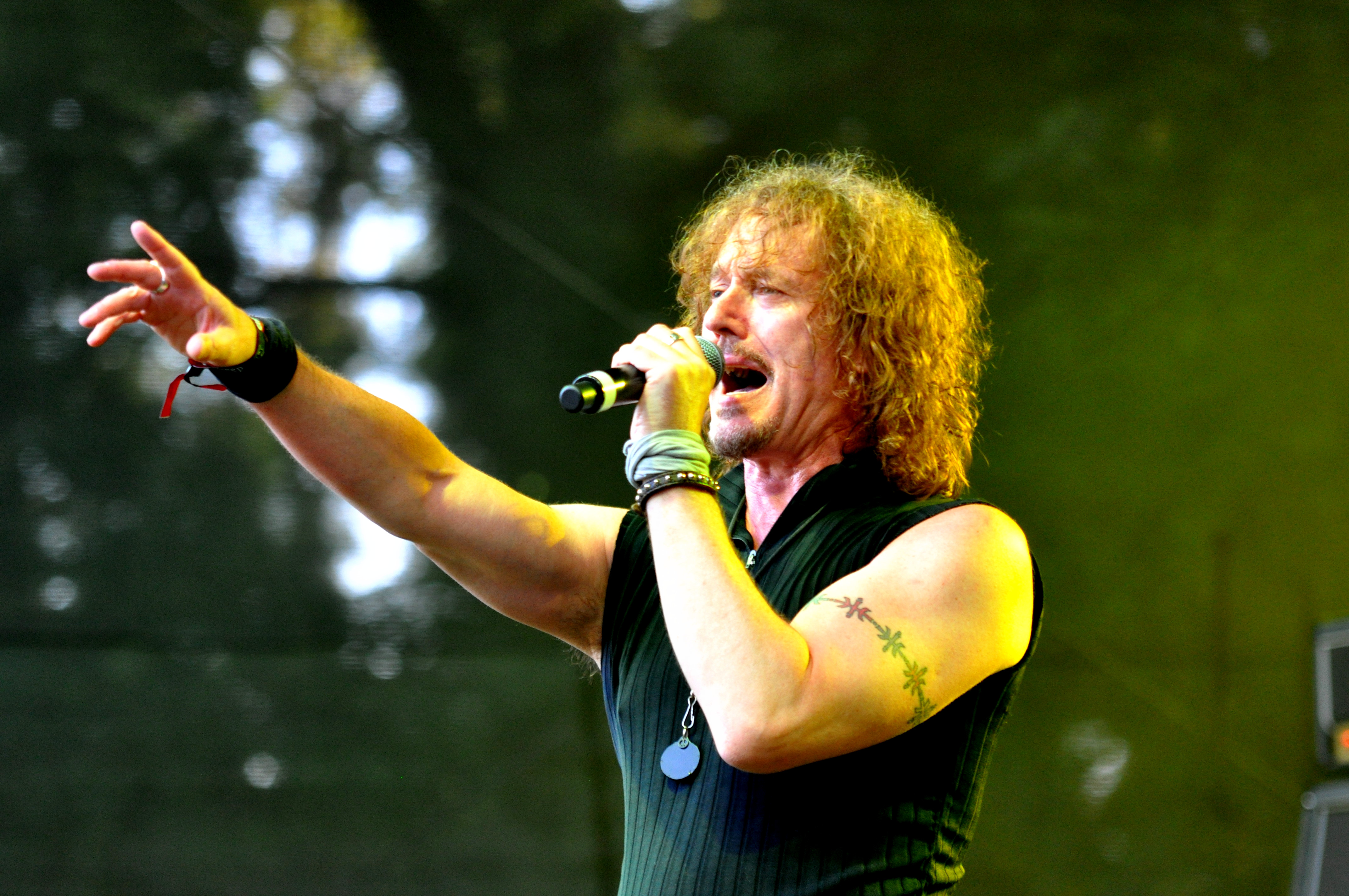
カール・センタンス(Vo) 2017年
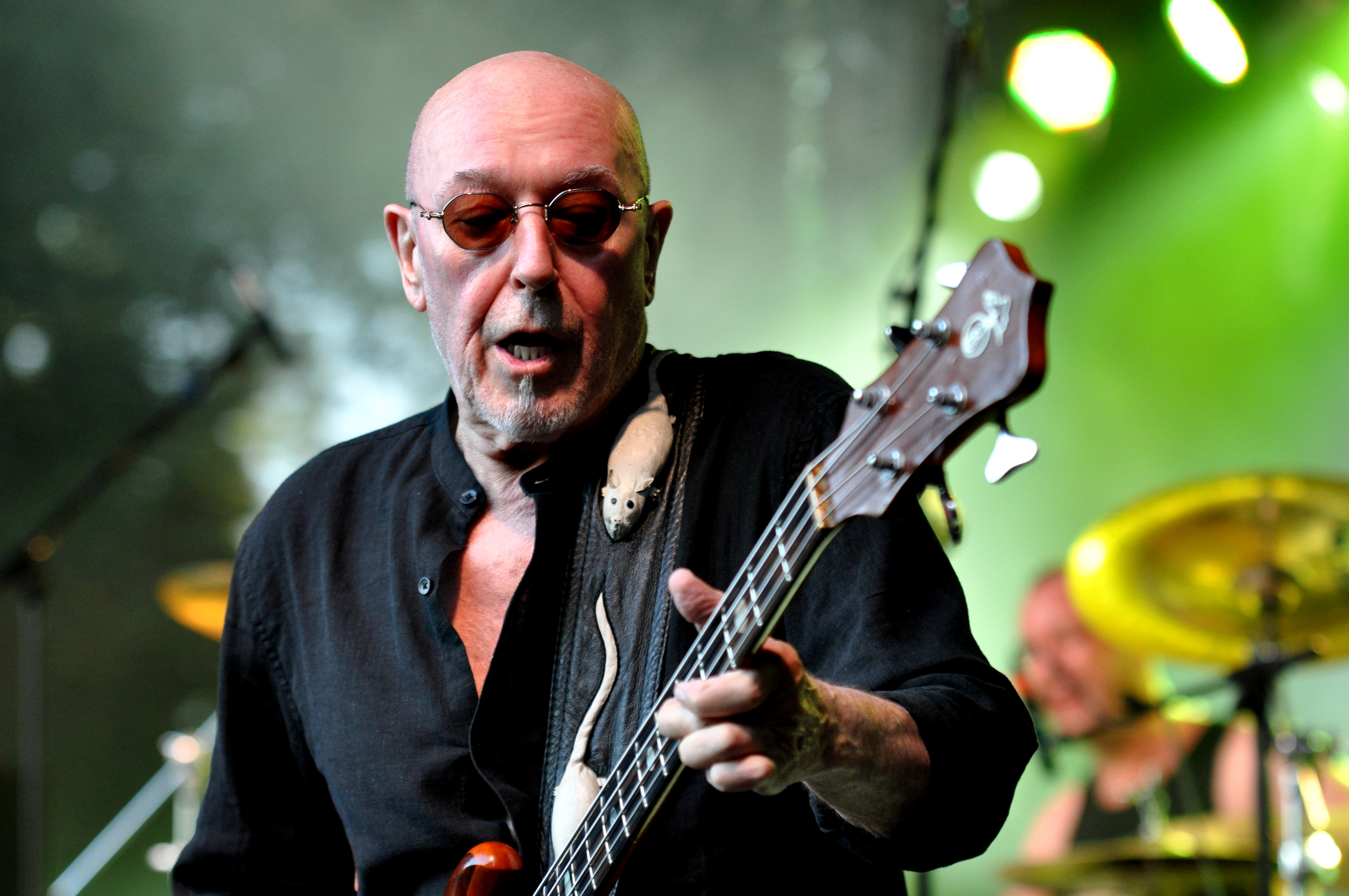
ピート・アグニュー(B) 2017年
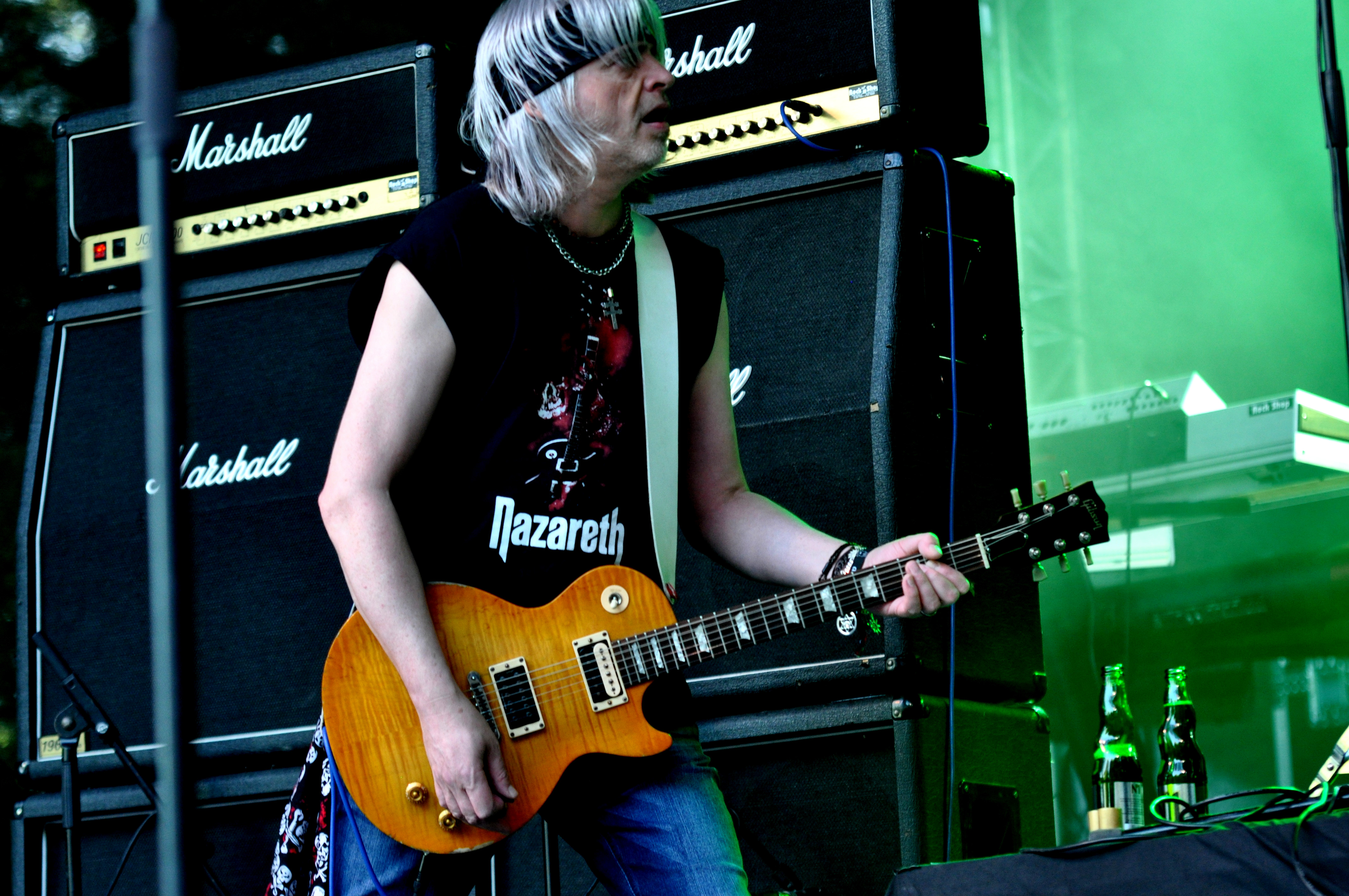
ジミー・マリソン(G) 2017年
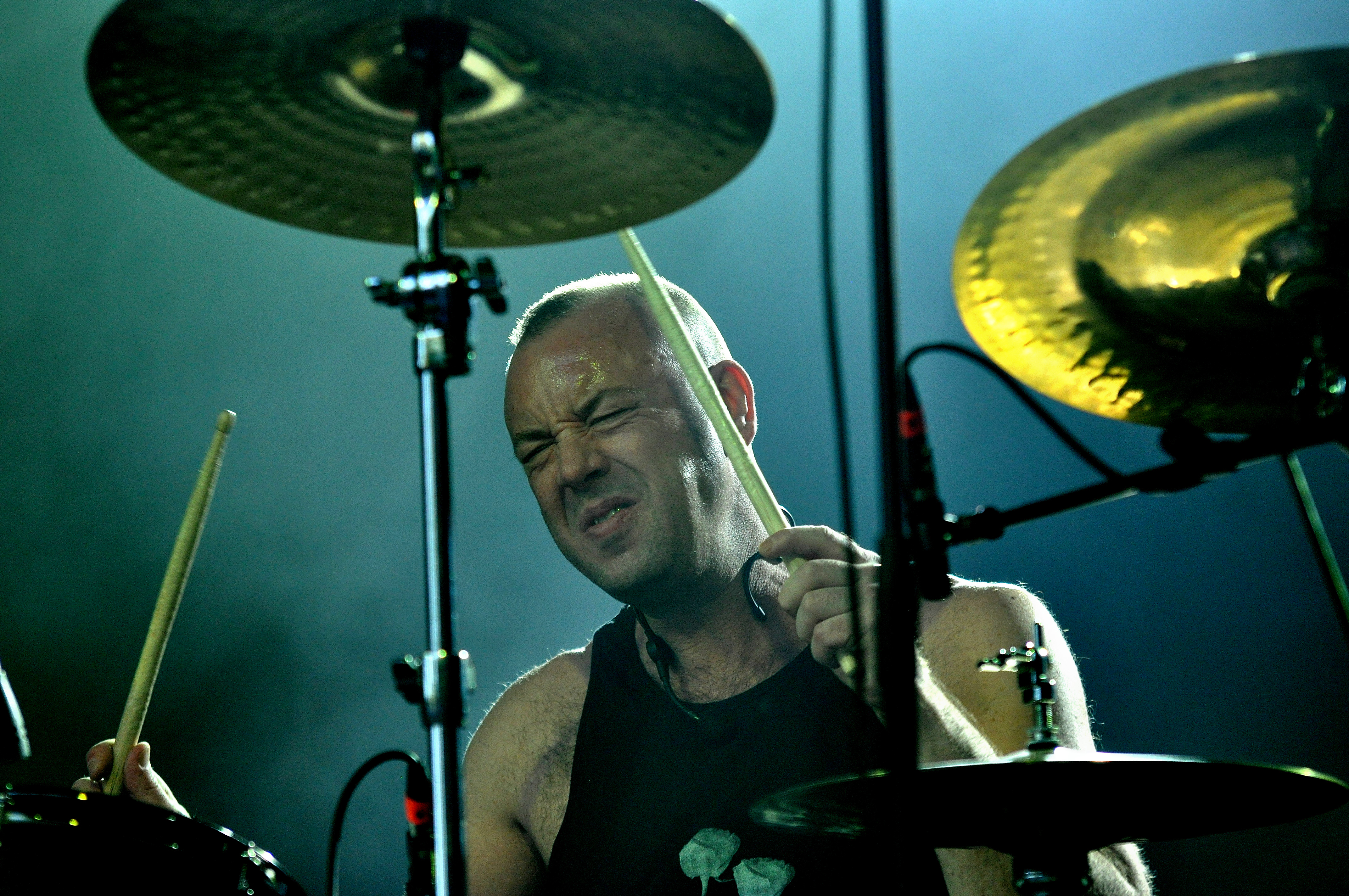
リー・アグニュー(Ds) 2017年

### 旧メンバー
（オリジナル・メンバー以外）
- ザル・クレミンソン (Zal Cleminson) - ギター (1978年-1980年)
- ビリー・ランキン (Billy Rankin) - ギター (1980年-1983年、1990年-1994年)
- ジョン・ロック (John Locke) - キーボード (1980年-1982年) ※2006年死去
- ロニー・レイフィー (Ronnie Leahy) - キーボード (1994年-2002年)
- リントン・オズボーン (Linton Osborne) - ボーカル (2014年-2015年)

## ディスコグラフィ

### スタジオ・アルバム
- 『ナザレス』 - Nazareth (1971年)
- 『エクササイズ』 - Exercises (1972年)
- 『ラザマナズ』 - Razamanaz (1973年)
- 『威光そして栄誉』 - Loud 'n' Proud (1973年) ※別邦題『ラウド・アンド・プラウド』
- 『競獅子』 - Rampant (1974年) ※読みは「きおいじし」
- 『人食い犬』 - Hair of the Dog (1975年) ※別邦題『ヘアー・オブ・ザ・ドッグ』
- 『宿命のロックン・ローラー』 - Close Enough for Rock 'n' Roll (1976年) ※別邦題『クロース・イナフ・フォー・ロックン・ロール』
- 『プレイン・ザ・ゲーム』 - Play 'n' the Game (1976年)
- 『無情の剣』 - Expect No Mercy (1977年)
- 『ノー・ミーン・シティ』 - No Mean City (1979年)
- 『マリス・イン・ワンダーランド』 - Malice in Wonderland (1980年) ※旧邦題『不思議な国のマリス』
- 『ザ・フール・サークル』 - The Fool Circle (1981年)
- 『2XS』 - 2XS (1982年)
- 『サウンド・エリクシール』 - Sound Elixir (1983年)
- The Catch (1984年)
- Cinema (1986年)
- 『スネイクン・ラダーズ』 - Snakes 'n' Ladders (1989年)
- 『ノー・ジャイヴ』 - No Jive (1991年)
- Move Me (1994年)
- 『ブーガルー』 - Boogaloo (1998年)
- The Newz (2008年)
- Big Dogz (2011年)
- Rock 'n' Roll Telephone (2014年)[4]
- 『タトゥード・オン・マイ・ブレイン』 - Tattooed on My Brain (2018年)[5]
- Surviving the Law (2022年)

### ライブ・アルバム
- 『スナッズ』 - 'Snaz (1981年) ※旧邦題『稲妻のライブ』
- 『BBCラジオ・ワン・ライヴ』 - BBC Radio 1 Live in Concert (1991年)
- 『ベスト・オブ・ライヴ』 - Best Of Live (1994年)
- Live at the Beeb (1998年)
- Back to the Trenches (2001年)
- Homecoming (2002年)
- Alive & Kicking (2003年)
- The River Sessions Live 1981 (2004年)
- Live in Brazil (2007年)

### コンピレーション・アルバム
- 『グレイテスト・ヒッツ』 - Greatest Hits (1975年) ※旧邦題『ラブ・ハーツ/ナザレスの逆襲』
- Hot Tracks (1976年)
- The Very, Very Best of Nazareth (1984年)
- The Ballad Album (1985年)
- The Ballad Album Vol.2 (1990年)
- The Singles Collection (1990年)
- From the Vaults (1993年)
- The Singles Collection (1994年)
- Greatest Hits Volume II (1998年)
- The Very Best Of Nazareth (2001年)
- The Ballads (2002年)
- Maximum XS (2004年)
- Golden Hits Nazareth (2004年)
- The Anthology (2009年)
- The Singles (2012年)